# Coimbra (Minas Gerais)
Coimbra é um município brasileiro do estado de Minas Gerais. 

## História
Os habitantes originários da região eram os indígenas botocudos, que tiveram o seu território sucessivamente invadido por populações migrantes da Vila Rica e Guarapiranga. Um povoado, todavia, só foi surgir no começo do século XIX.

Coimbra, 1950. Arquivo Nacional.

O português Manoel Coimbra possuía um sitio na região e doou uma parte de suas terras para a construção de uma capela em honra a São Sebastião. Aos poucos aquele povoado, um arraial, cresceu e tornou-se, em 16 de outubro de 1861, distrito de Viçosa.
A região foi elevada a freguesia em 1 de dezembro de 1873, ainda sendo uma filial de Viçosa, com o nome São Sebastião de Coimbra. Nesse contexto a freguesia recebeu seu primeiro padre, o Ezequiel Francisco Rodrigues.
Em 1923 teve o seu nome reduzido de São Sebastião de Coimbra para, simplesmente, Coimbra. Somente em 27 de dezembro de 1948 que o distrito se desmembrou de Viçosa e tornou-se um município, como permanece desde então. Judicialmente a região ainda é subordinada a comarca de Viçosa.

## Demografia
Segundo os dados do censo de 2022, a população do município foi recenseada em 7 117 pessoas, com uma densidade demográfica de 66,59 habitantes por quilômetro quadrado.

## Economia
A economia do município provem, majoritariamente, da agropecuária. O principal produto é o café, que figura, inclusive, na bandeira da cidade. Na cidade também há uma festa anual do café, entre outubro e novembro.
De acordo com a Emater MG, Coimbra possui uma área de 550 hectares de cafezais, que são plantados por cerca de 200 cafeicultores, gerando 400 empregos diretos e indiretos. Para citar dados, no ano de 2018 foram aplicados R$ 3,5 milhões em crédito rural no município, sendo que destes 40% foram direcionados à cafeicultura.
Ademais, na região há um parque industrial ocupado na agro-industria do café. Uma das principais fábricas é a Café dos Reis.